# Robert d'Escourt Atkinson
Robert d'Escourt Atkinson (Rhayader, 11 de abril de 1898 — Bloomington, 28 de outubro de 1982) foi um astrônomo, físico e inventor britânico.
Em 1929, em parceria com Fritz Houtermans, desenvolveu a teoria da produção de energia estelar por fusão nuclear, na qual energia é liberada pela fusão de núcleos de luz, de acordo com a fórmula de Einstein de equivalência massa-energia. Por este seu trabalho pioneiro, e posteriormente sobre a formação de elementos químicos nas estrelas, foi agraciado com a Medalha Eddington da Royal Astronomical Society, em 1960.
Em 1937 foi chefe assistente do Observatório de Greenwich.
O asteroide 1827 Atkinson é batizado em sua homenagem.
Por suas habilidades mecânicas participou de uma comissão que projetou um relógio astronômico para a Catedral de Iorque. 